# 14564 Геслі
14564 Геслі (14564 Heasley) — астероїд головного поясу, відкритий 26 січня 1998 року.
Тіссеранів параметр щодо Юпітера — 3,263.